# Тарасов, Артём Михайлович
Артём Миха́йлович Тара́сов (4 июля 1950, Москва — 22 июля 2017, Москва) — советский и российский предприниматель, народный депутат РСФСР (1990), депутат Государственной думы первого созыва (11 января 1994 — 15 января 1996). 
Выдвигался кандидатом в президенты Российской Федерации на выборах 1996 года, но не был зарегистрирован избирательной комиссией и участия в выборах не принимал. Работал Председателем Совета директоров созданного им ООО «Институт Инноваций». С 2016 года — член партии «Яблоко. На выборах в Государственную Думу 2016 года возглавлял региональный список «Яблока» в Красноярском крае, выдвигался также кандидатом по одномандатному округу.

## Биография
Родился 4 июля 1950 года в Москве в семье фотожурналиста Михаила Артёмовича Тарасова и доктора биологических наук Людмилы Викторовны Алексеевой. Детство и юность прошли в Абхазской АССР, в городе Сухуми. С отцовской стороны, он происходил из армянской купеческой семьи Тарасовых. Согласно информации на его официальном сайте, Артём Тарасов приходился внучатым племянником меценату Николаю Тарасову, а также родственником французскому писателю Льву Тарасову, более известному под именем Анри Труайя, и потомком — Гавриилу (Григорию) Тарасову, по заказу которого архитектором И. В. Жолтовским был построен дом в Москве по адресу Спиридоновка, 30. В своей книге, носящей автобиографический характер, Тарасов указывает, что его предкам в свое время принадлежал дом в Нащокинском переулке (во время революции этот дом перешел в ведение Дмитрия Фурманова).
Окончил Московский горный институт (сегодня — Горный институт НИТУ «МИСиС»)  в 1972 г., кандидат технических наук (1982). Участвовал в команде КВН Горного института в сезонах 1969—1970 и 1970—1971 гг.
Закончил бизнес-школу Пенсильванского университета США — «Wharton School» (1992).
Был разведён. Состоял в незарегистрированном браке с Еленой Дмитрук. Имел внебрачного сына Филиппа (род. 1989). В последние годы жизни проживал в Москве и был председателем Совета Директоров ООО «Институт Инноваций». Коллекционировал галстуки с изображением рыб. В коллекции около 700 экземпляров.
Скончался 22 июля 2017 года в Москве от атеросклеротического кардиосклероза. Похоронен 27 июля 2017 года на Троекуровском кладбище.

## Коммерческая и политическая деятельность

### Инновационный центр при Совете Министров РСФСР
В 1990 году короткое время был президентом Инновационного центра при Совете Министров РСФСР.
Совмин РСФСР в этот период возглавлял Иван Силаев.

### Внешнеэкономическая ассоциация «Исток»
В годы Перестройки был вице-президентом Союза объединённых кооперативов СССР и одновременно генеральным директором внешнеэкономической ассоциации «Исток».

### История с чеками
«Исток» участвовал в выполнении программы с чеками «Урожай-1990», однако Тарасов отрицает, что совершал какие-либо незаконные операции.
Единственной организацией из числа 25 других, которая выполнила обязательства по программе «Урожай-1990», была ассоциация «Исток».

### Легальный миллионер
Тарасов приобрёл известность в СССР и за рубежом как легальный советский миллионер, которому по решению возглавляемого им кооператива «Техника» за январь 1989 года была выписана заработная плата в 3 миллиона рублей из прибыли этого кооператива, которая по сути не была ЗП, а получением наличных  денег для осуществления коммерческой и производственной деятельности кооператива. Это было обусловлено тем, что Минюст внес предложение о разрешении кооперативам тратить в день не более 100 рублей наличными на свою деятельность. Так как, официально эта сумма была проведена как ЗП, то были заплачены все налоги с этой заработной платы — только налог на бездетность составил для Тарасова 6 % от зарплаты, или 180 000 рублей. Заместитель Тарасова  по кооперативу  Толя Писаренко (якобы, "смотрящий" от КГБ), который тоже получил такую же сумму в виде ЗП в 3 миллиона рублей, будучи членом КПСС, уплатил членские взносы — в размере 3 % от заработной платы — 90 000 рублей, что явилось явным провоцированием скандала - активизировалась борьба с кооперативами и нужен был "жареный" факт. И  эти  партийные взносы по сути вызвали шок в советском обществе и волну обсуждений в СССР, событие было озвучено в популярной телевизионной программе «Взгляд» и разделило общественное мнение.
Смысл уплаты партвзносов (причем в такой гигантской сумме), заключался (как отмечал сам Тарасов) в следующем: кооперативу необходимо было иметь абсолютно надежное подтверждение того, что полученные кооперативом с расчетного счета деньги были истрачены именно на зарплату (причем именно на зарплату за конкретный месяц): "теперь надо было как-то документально подтвердить, что это действительно зарплата и она действительно выдается за январь 1989, до выхода новых постановлений". Подтверждением этого мог служить (в том числе) факт уплаты с этой зарплаты партвзносов (поскольку уплата партвзносов фиксировалась соответствующей отметкой в партийном билете, причем с обязательным указанием суммы) - "... так у нас появилось документальное подтверждение, что Толик сдал партвзносы от январской зарплаты: запись в партийном билете с указанием суммы взноса и даты ее получения. Это было неопровержимым доказательством того, что наличные деньги мы получили в январе - до введения ограничений, а не в феврале, когда планировалось внести изменения в Закон о кооперации" (дело было в том, что существовавшая в определенный момент редакция закона о кооперативах не предусматривала верхней планки для размера заработной платы для работников кооператива).
Владимир Мукусев отмечал в одном из интервью:

«Взгляд» — это не только сюжеты. Он влиял на принятие властью серьёзнейших политических решений. Например, был предъявлен народу первый легальный советский миллионер — Артём Тарасов и партбилет его заместителя по кооперативу. Чёрным по белому там было написано: партвзносы за месяц — 90 тысяч рублей. Это при средней зарплате в стране немногим более 200 рублей. Грандиозный скандал привёл к принятию принципиально нового закона о кооперации, создавшего правовую базу для перехода страны к многоукладной экономике и к реальному рынку.
Одновременно в отношении Тарасова  было возбуждено уголовное дело по статье 93.3 «Хищение в особо крупных размерах». Максимальным наказанием по этой статье была смертная казнь. Что и вынудило его в начале 1991 года эмигрировать в Лондон. А кооператив по сути развалился.

### Передача Курил
В феврале 1991 года Артём Тарасов распространил информацию о том, что Михаил Горбачёв готовит передачу четырёх Курильских островов Японии за 200 миллиардов долларов США. 

### Депутат Госдумы
Возвратился в Москву в 1993 году, когда прямо из Лондона участвовал в выборах в Госдуму РФ и победил в Центральном округе города Москвы, став депутатом. По окончании депутатского срока в 1996 году короткое время занимал пост председателя Совета директоров концерна «Милан», а потом вторично эмигрировал в Англию.
В 1995 году на выборах в Государственную думу II созыва входил в первую тройку федерального партийного списка Конструктивно-экологического движения России «Кедр».

### Возвращение из второй эмиграции
Возвратился вновь на постоянное жительство в Россию в 2003 году. Дважды участвовал в выборах на посты губернатора Санкт-Петербурга (2000) и губернатора Красноярского края (2002), но не добился успеха.
В 2013 году в программе телеканала РЕН ТВ Тарасов был назван самым богатым человеком мира, а его состояние — обеспечивающимся принадлежащими Тарасову государственными облигациями внутреннего займа СССР 1982 года выпуска, признанными Россией «гарантийным финансовым обязательством перед своими гражданами». Тарасов предложил безвозмездно передать эти ценные бумаги государству вместе с проектом займа в зарубежных банках, чтобы полученные деньги направить на внедрение инноваций в экономике России.

### Другая деятельность
ООО «Институт Инноваций»
Тарасов активно занимался помощью изобретателям и коллективам учёных с внедрением отечественных инноваций в частности, инновационной технологии реабилитации и профилактики онкологических заболеваний в клинике «Биохронотерапии», внедрением метода радикального омоложения человека, нанотехнологиями, трансмутационной физикой и др..
Тарасов предложил уникальный путь для урегулирования конфликта на востоке Украины, позволяющий вернуть мир и дружбу, избавить Европу от вооружённого конфликта, а Россию от международных санкций. Этот путь основан на использовании полномочий ООН по введению опекунства над спорными территориями, описанный в статьях 12 и 13 Устава ООН. Тарасов опубликовал на международном сайте «Петицию о мире» под которой подписались 104 414 человек из многих стран мира. Петиция была опубликована также на сайте Конгресса США, однако осталась без внимания конфликтующих сторон.
В 2011 году Артём Тарасов снялся в сериале «Адвокат» (23 серия 8-го сезона) в роли криминального авторитета Самарцева Альберта Ивановича.

## Произведения
- В 2004 году издательство «Вагриус» издало автобиографическую книгу А. Тарасова «Миллионер: Исповедь первого капиталиста новой России»[10], М., 2004, ISBN 5-475-00046-8. Следует отметить, что в данном издании имеется фактическая ошибка: Тарасов пишет: « … в мае 43-го … несколько украшений Мария Георгиевна отнесла в Торгсин» — в то время, как Торгсин был ликвидирован не позднее 1 февраля 1936 года[33].
- В 2010 году издательство «АСТ» выпустило первый том книги А.Тарасова — историко-мистического романа «Тайны Фрау Марии. Мнимый барон Рефицюль»[34], М., 2010, ISBN 978-5-17-069328-3, а в 2011 году в том же издательстве «АСТ» был опубликован второй том романа «Тайны Фрау Марии. Потерянные сокровища Екатерины II» ISBN 978-5-17-071095-9.